# クレセント (イギリス駆逐艦)
| 1940年6月22日、沈没3日前のフレーザー |                                                                                       |
| 艦歴                                 |                                                                                       |
| 発注                                 | 1930年                                                                                |
| 起工                                 | 1930年12月1日                                                                         |
| 進水                                 | 1931年9月29日                                                                         |
| 就役                                 | 1932年4月15日                                                                         |
| 移管                                 | 1936年10月20日にカナダ海軍に移管                                                      |
| 喪失                                 | 1940年6月25日軽巡洋艦カルカッタと衝突、沈没。                                         |
| 除籍                                 |                                                                                       |
| 性能諸元                             |                                                                                       |
| 排水量                               | 基準：1,375トン                                                                       |
| 全長                                 | 329ft (100m) o/a                                                                      |
| 全幅                                 | 33 ft (10.1 m)                                                                        |
| 吃水                                 | 12.5 ft (3.8 m)                                                                       |
| 機関                                 | アドミラルティ・ボイラー3基 パーソンズ式減速タービン、2軸推進、36,000 shp (27,000 kW) |
| 最大速                               | 36ノット                                                                              |
| 乗員                                 | 145名                                                                                 |
| 兵装                                 |                                                                                       |

クレセント (HMS Crescent) はイギリス海軍の駆逐艦。C級。後にカナダ海軍駆逐艦フレーザー (HMCS Fraser, H48) となった。

## 艦歴
1930年12月1日起工。1931年9月29日進水。1932年4月15日竣工。第2駆逐群に所属。1932年7月21日、駆逐艦コメットと衝突。第二次エチオピア戦争の際紅海へ派遣される。1936年10月にカナダへ売却され、1937年2月17日にカナダ海軍で就役。1939年8月31日までカナダ西岸に配備される。それからパナマ運河経由でハリファックスへ移り、そこを拠点としてHFX1、HX2、HX3、HX4、HX5、HX6、HXF7、HX7、HXF8、HX8船団などの護衛に従事した。1939年11月14日、特設掃海艇Bras d'Orと衝突。12月4日まで修理に要した。修理完了後もTC1、TC2、HXF15、HX15、TC3、HXF17、HX17、TC3、HXF17、HX17、HXF20、HX20、HX23船団の護衛などを行った。1940年3月末にはカリブ海へ移り、そこで外国商船の取調べに従事した。1940年6月、フランス南西部からの撤退作戦に参加。6月25日、ジロンド川河口で軽巡洋艦カルカッタに衝突され沈没。乗員45名が死亡した。